# آمانو هاچیرو

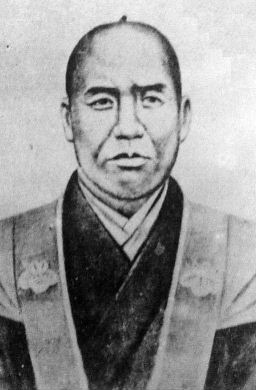

آمانو هاچیرو (به ژاپنی: 天野 八郎 あまの はちろう)، ۱۸۳۱ (تنپو ۲) - ۲۱ دسامبر ۱۸۶۸ (۸ نوامبر، میجی ۱) یکی از مقام‌های شوگون‌سالاری در اواخر دوره ادو و پایان دوره شوگون‌سالاری توکوگاوا بود. نام دوران کودکی او هایاشی‌تارو بود. نام کوچک او چوکوکو و تخلص ادبی‌اش جینچو بود. همسرش تسون بود. او یک پسر و یک دختر داشت.
پسر دوم اویدا کیچیگورو تاداتاکا، رئیس روستای ایواتو، شهرستان کانرا، استان کوزوکه.[۲] از سنین پایین، او به تحصیل در رشته‌های دانشگاهی و هنرهای رزمی پرداخت و سبک جیکیشینکاگه-ریو را آموخت. در سال ۱۸۶۵، او توسط هیروهاما کینوشین، یک یوریکی (افسر پلیس) از آتش‌نشانی شهر ادو، به فرزندی پذیرفته شد، اما سال بعد در سال ۱۸۶۶ از او طلاق گرفت و نام آمانو هاچیرو را برای خود برگزید و ادعا کرد که یک هاتاموتو (سامورایی) از خاندان آمانو است. او به ادو نقل مکان کرد و هنگامی که شوگون توکوگاوا ایه‌موچی به پایتخت آمد، برای محافظت از او به کیوتو سفر کرد.
در سال ۱۸۶۸، نیروهای شوگون‌سالاری در نبرد توبا-فوشیمی، نبرد آغازین جنگ بوشین، در کیوتو شکست خوردند و در قلعه ادو، درگیری بین کسانی که از تسلیم حمایت می‌کردند و کسانی که از مقاومت حمایت می‌کردند، رخ داد. هاچیرو با هدف بازگشت، به عضویت جناح رادیکال شوگون‌سالاری درآمد و معاون رئیس شوگیتای شد که توسط شیبوساوا سی‌ایچیرو تشکیل شده بود. شوگیتای مورد علاقه شهروندان ادو بود، اما پس از تسلیم بدون خونریزی قلعه، اختلاف نظر در سیاست درون گروه ایجاد شد و هنگامی که هاچیرو از مقاومت حمایت کرد، سی‌ایچیرو آنجا را ترک کرد. در نتیجه، هاچیرو به عنوان رئیس‌جمهور قدرت واقعی را در دست گرفت و پایگاه خود را در معبد کانئی-جی در اوئنو مستقر کرد تا تا پای جان علیه نیروهای دولتی جدید بجنگد. پس از شکست از نیروهای دولتی جدید در نبرد اوئنو در ۱۵ مه، او سعی کرد با پنهان شدن در شهر بازگردد، اما با یک خبرچینی دستگیر شد و پس از بیش از پنج ماه زندان بر اثر بیماری درگذشت. او شکنجه را تحمل کرد و یک جلد از کتاب «تانکیوروکو» را از خود به جا گذاشت. جسد او در کوزوکاهارا رها شد. او هنگام مرگ ۳۸ سال داشت. برای محافظت از دروازه کورومون، او بیش از ۴۰ مرد، از جمله سامورایی‌ها، را تا سانودای رهبری کرد و وقتی به پشت سرش نگاه کرد و فریاد زد «بیایید بجنگیم»، هیچ‌کس آنجا نبود. او بعداً در زندان در مورد احساس خود در آن زمان نوشت و گفت: «فهمیدم که قبیله توکوگاوا چقدر مهربان است.»
همچنین قسمتی وجود دارد که در آن او در اختلاف بین روستاییان میانجیگری کرد. گفته می‌شود که او از رخ در شوگی خوشش می‌آمد و می‌گفت: «یک مرد هرگز به حاشیه نمی‌رود، فقط به جلو حرکت می‌کند.»
قبر او در معبد انتسو-جی در آراکاوا، توکیو قرار دارد (قبر دیگر سربازان شوگیتای در معبدی به نام شوگیتای، مانند دروازه کورومون معبد کانئی-جی در اوئنو، قرار دارد).